# Himika Akaneya
Himika Akaneya (茜屋 日海夏 Akaneya Himika) es una Seiyū y cantante de la Prefectura de Akita. Es miembro del grupo idol iRis. Está afiliada con 81 Produce.

## Filmografía

### Anime
- Freezing Vibration (2013), estudiante B
- Pretty Rhythm: Rainbow Live (2013), Cliente 3
- Noragami (2014), Nayu; estudiante
- Pretty Rhythm: All Star Selection (2014), Laala Manaka
- PriPara (2014), Laala Manaka[2]
- SoniAni: Super Sonico the Animation (2014), Santa chica B
- Dance with Devils (2015), Ritsuka Tachibana[3]
- Himōto!Umaru-chan (2015), mujer, vendedora, estudiante, anunciadora.
- Junjo Romantica 3 (2015), chicas
- PriPara (2015), Laala Manaka
- ReLIFE (2016), Honoka Tamarai[4]
- Izetta: The Last Witch (2016), Izetta
- In Another World With My Smartphone (2017), Lapis
- Land of the Lustrous (2017), Zircon
- Idol Time Pripara (2017), Laala Manaka
- How to Keep a Mummy (2018), Asa Motegi
- Magical Girl Site (2018), Tsuyuno Yatsumura
- Seishun Buta Yarou wa Bunny Girl Senpai no Yume wo Minai (2018), Saki Kamisato

### Videojuegos
- Action Taimanin (2021), Momochi Nagi